# 2006年歐海爾國際機場不明飛行物體目擊事件
2006年歐海爾國際機場不明飛行物體目擊事件（英語：O'Hare International Airport UFO sighting），是2006年11月7日發生在美國芝加哥歐海爾國際機場的不明飛行物體目擊事件。

## 事件經過
2006年11月7日（星期二）CST16時15分左右，芝加哥歐海爾國際機場聯邦當局收到一份報告，聲稱十二名機場工作人員目睹一個不明飛行物體盤旋在C-17號門上空。該不明飛行物體首先被一名舷梯員工發現，他正將準備前往北卡羅來納州夏洛特的美國聯合航空446號班機推離登機門。該位員工將飛機上方存在不明飛行物體的消息通報美國聯合航空446號班機的機組人員。據信，飛行員和副駕駛都目擊到這個不明飛行物體。
機場外的幾位獨立民眾也目擊到這個不明飛行物體。一位目擊者描述道一個不明飛行物體“明目張膽”在機場上空盤旋，“顯然不是雲層”。根據這個目擊者的說法，附近的目擊者看到不明飛行物體高速穿過雲層，並留下了一個清晰的藍洞。據報導，這個洞不久之後消失。
根據《芝加哥論壇報》Jon Hilkevitch的說法，「該不明飛行物體大約出現五分鐘，十幾名聯合航空公司員工都目擊到，包含飛行員與主管，他們從無線電得知消息後跑出來查看。」到目前為止，尚未出現這次不明飛行物體的照片。NARCAP發布了一份155頁的報告，暗示該物體在歐海爾國際機場出現，並呼籲政府進行調查並改進偵測技術：「一個飛行物體在任何時候都可以在繁忙的機場上空懸停數分鐘，卻沒被雷達或管制塔發現，這種情況對飛行安全構成潛在威脅」。

## 政府反應
聯合航空和美國聯邦航空總署（FAA）首先否認歐海爾國際機場不明飛行物體目擊事件的任何信息，直到《芝加哥論壇報》提交信息自由法（FOIA）請求。美國聯邦航空總署隨後下令對空中交通通信錄像帶進行內部審查，以遵守信息自由法要求，《芝加哥論壇報》發現聯合航空主管與機場大樓內一名美國聯邦航空總署經理提到不明飛行物體目擊的電話。
美國聯邦航空總署認為這次不明飛行物體目擊是天氣現象引起的，該機構不會對事件進行調查。不明飛行物調查人員指出，這種立場與聯邦航空總署調查美國機場可能存在安全漏洞的任務直接相抵觸，因為眾多機場工作人員在如此繁忙的機場上空目擊到UFO，至少有一個機構需提出正式報告。《芝加哥論壇報》採訪的許多目擊者顯然對於聯邦航空總署官員拒絕進一步調查感到失望。

## 外部連結
- Chicago O'Hare UFO UfoSightingsToday.org report（页面存档备份，存于）
- National Aviation Reporting Center – 155 page report – July 2007
- CBS News Report（页面存档备份，存于）
- Interview with Chicago Tribune reporter Jon Hilkevitch（页面存档备份，存于）
- Article in the Chicago Tribune - New Year's Day 2007（页面存档备份，存于）